# サント・アントニオ・デ・リシュボア教会

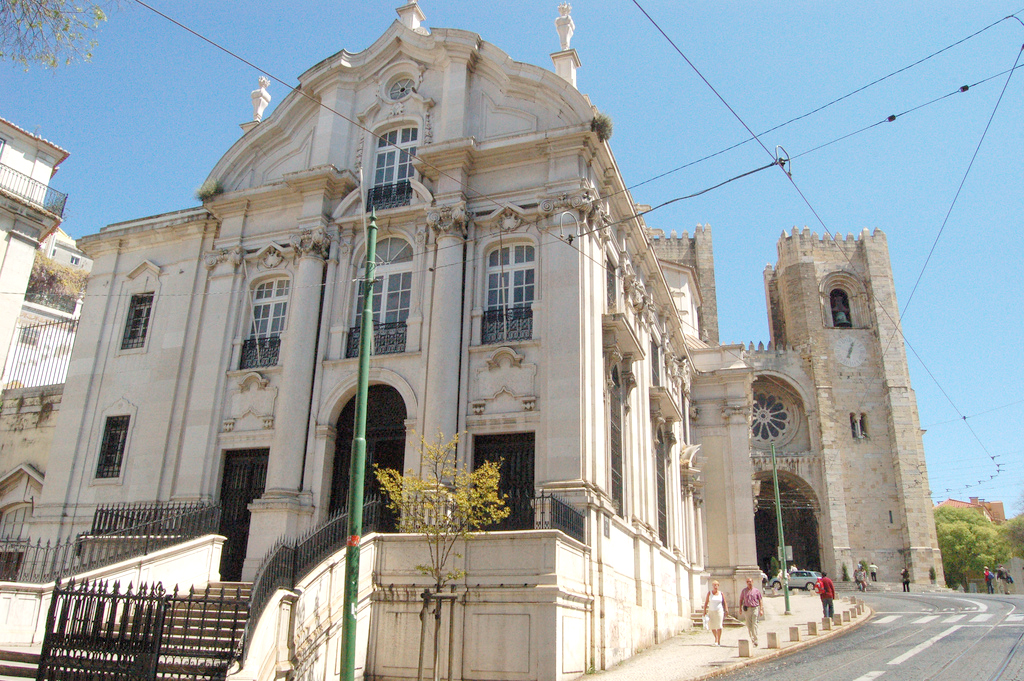
メイン・ファサード。後方にリスボン大聖堂

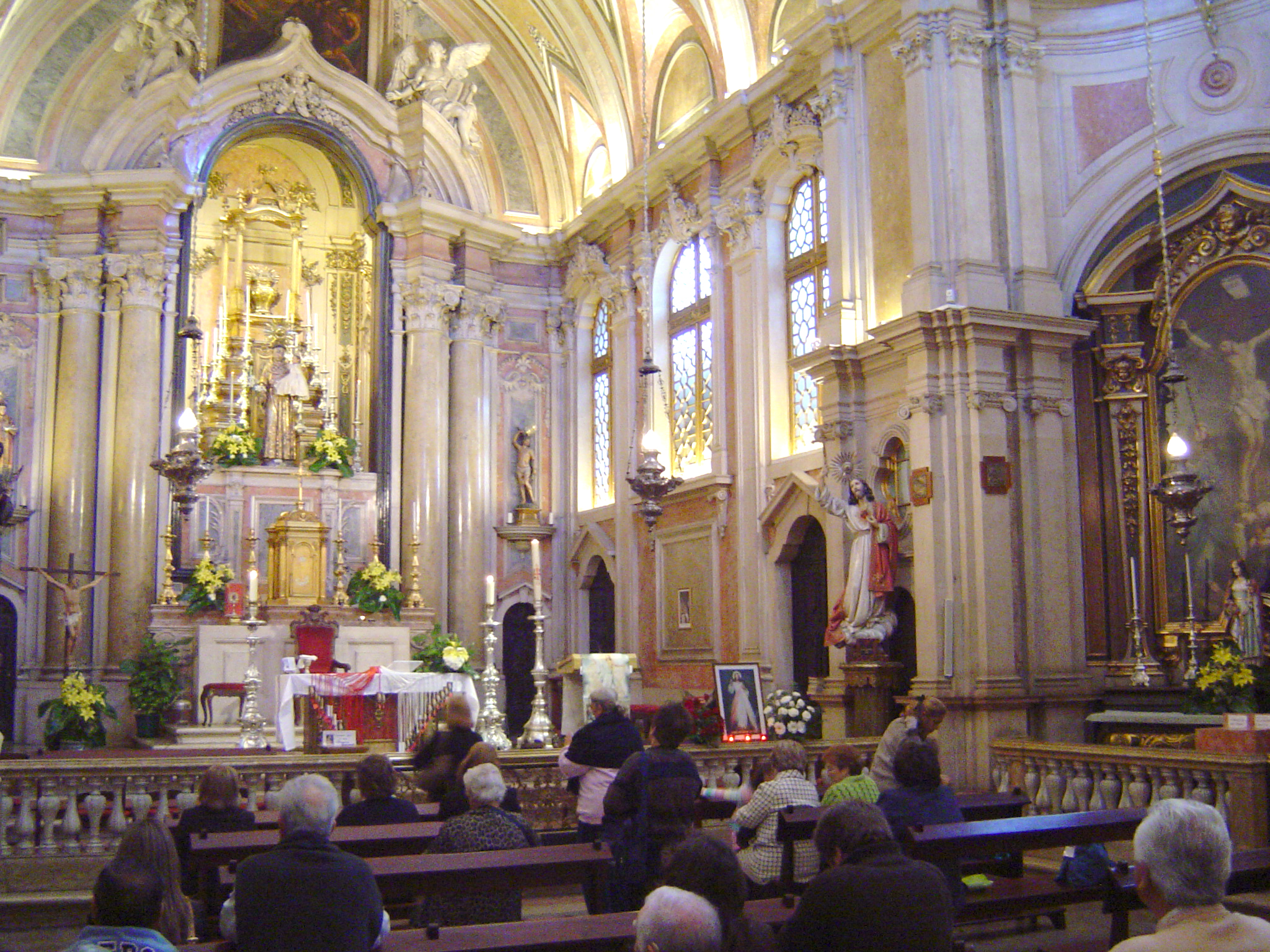
祭壇

サント・アントニオ・デ・リシュボア教会 （Igreja de Santo António de Lisboa）は、ポルトガル・リスボンにある教会。パドヴァの聖アントニオに捧げられた教会として知られる。言い伝えによると、教会はかつて聖アントニオが生まれた場所に建てられたという。

## 歴史
聖アントニオは、フェルナンド・デ・ブルホエスという名前で、1195年に富裕な一家の子として生まれた。コインブラで学んでいた彼は1220年、フランチェスコ会に入信し、『アントニオ』という名を名乗るようになった。彼は布教活動のためイタリアへ渡り、パドヴァに移住した。彼の生前の行いが人々に知られていたため、彼は死後一年未満で列聖された。
フェルナンドが生まれ、家族がかつて住んでいた場所はリスボン大聖堂と非常に近く、15世紀に小さな礼拝堂となった。この初期の建物は何も残っておらず、マヌエル1世治下16世紀初頭に建て替えられた。リスボン議会は礼拝堂近くに議場を構えていた。聖アントニオ協会が16世紀に設立された。
1730年、ジョアン5世治下で教会は建て直され、再度装飾された。1755年のリスボン地震で教会の建物は破壊され、主礼拝堂のみが残っただけだった。建築家マテウス・ヴィセンテ・デ・オリヴェイラによるバロック＝ロココ様式設計で1767年以降、再建された。これが現在の教会である。
1755年から、毎年6月13日に教会から礼拝行進が出発し、リスボン大聖堂を通過して近くのアルファマ丘陵を下って進む。これはサント・アントニオ祭と呼ばれ、信者の華やかな市中行進とともに、楽隊の音楽演奏がある。リスボン市民は、焼いたイワシを肴に赤ワインを飲む習わしで知られる。
1982年5月12日、ローマ教皇ヨハネ・パウロ2世が教会を訪問した。教皇は教会正面の広場で、聖アントニオ像（彫刻家ソアレス・ブランコ作）の除幕を行った。そして、聖人が生まれた場所を示す地下聖堂で、祈りを捧げた。